# Victor Olsson
Bror Victor "Kucku" Olsson, född 21 februari 1895 i Jakob och Johannes församling, död 24 januari 1982 i S:t Görans församling, var en svensk fotbollsmålvakt.

## Karriär
"Kucku" började sin karriär i Klara SK, där han kom från juniorleden. När Klara SK gick upp i Hammarby IF 1915 blev Victor Hammarbyspelare, där han spelade fram till säsongen 1926/1927.
Olsson deltog i sju eller åtta Svenska mästerskap med Hammarby mellan säsongerna 1916/1917 - 1923/1924 och i Allsvenskan 1924/1925. "Kucku" missade dock SM-finalen 1922 p.g.a. magsjuka.
Under Hammarbys tidiga år var det Victor som var stjärnan och 1920-1921 gjorde "Kucku" fyra landskamper.

## Övrigt
"Svenne Berka" Bergqvist var under en tid bollkalle på Hammarbys matcher. Målvakt på den tiden var Victor "Kucku" Olsson.
- Det var ju fint att vara bollkalle då. Så fort bollen gick utanför sprang jag iväg, fort som tusan, och hämtade den. "Varsågod farbror Kucku" sa jag artigt, berättade "Svenne Berka".
Olsson var kusin till skådespelaren Hjördis Pettersson.